# Pape Sané
Pape Sané (Dakar, 30 de dezembro de 1990) é um futebolista profissional senegalês que atua como atacante.

## Carreira
Pape Sané começou a carreira no ASC Diaraf.